# Luis Prieto Bances
Luis Prieto Bances (1905-1983) fue un arquitecto español del siglo xx.

## Biografía

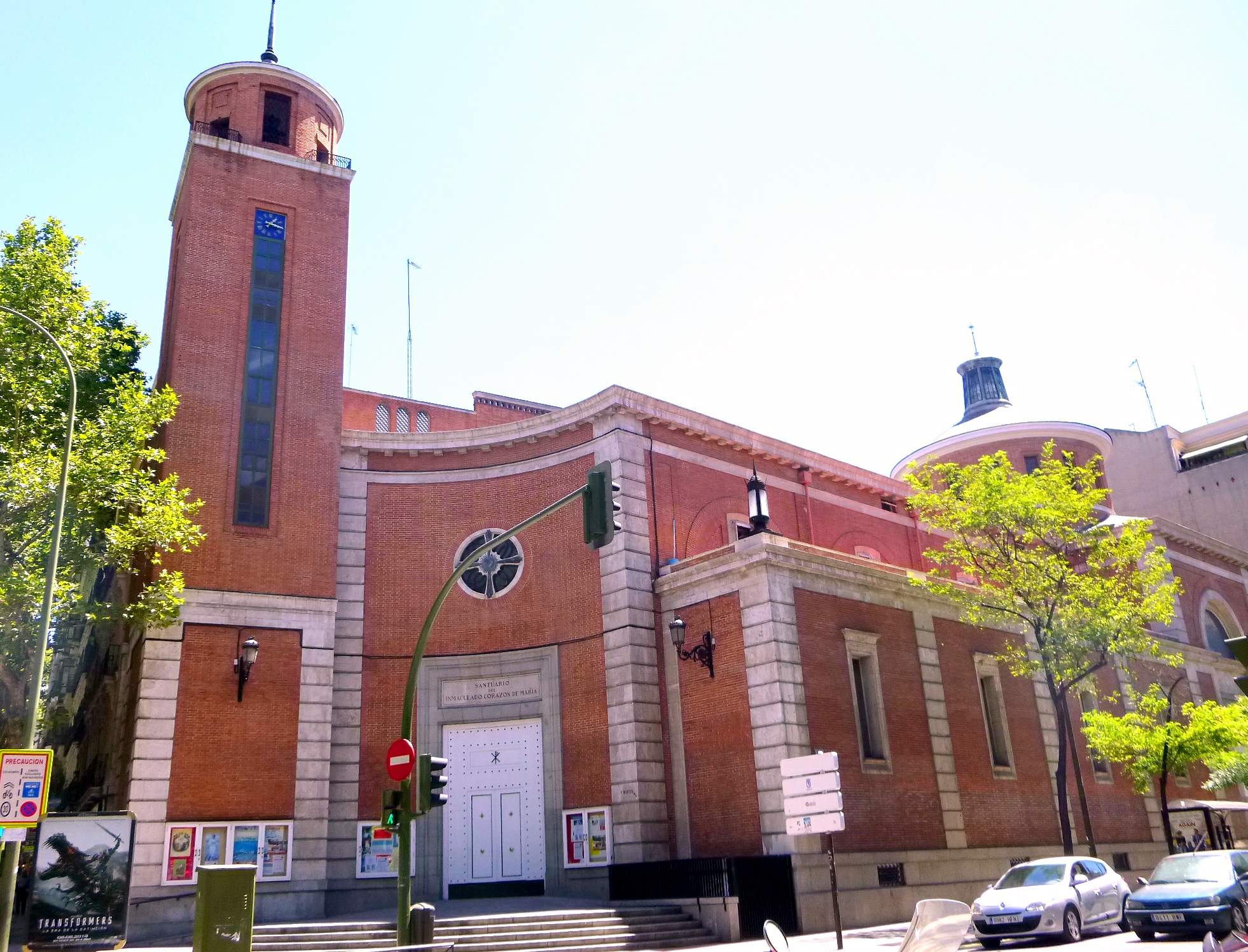
Santuario del Inmaculado Corazón de María, calle de Ferraz, Madrid.

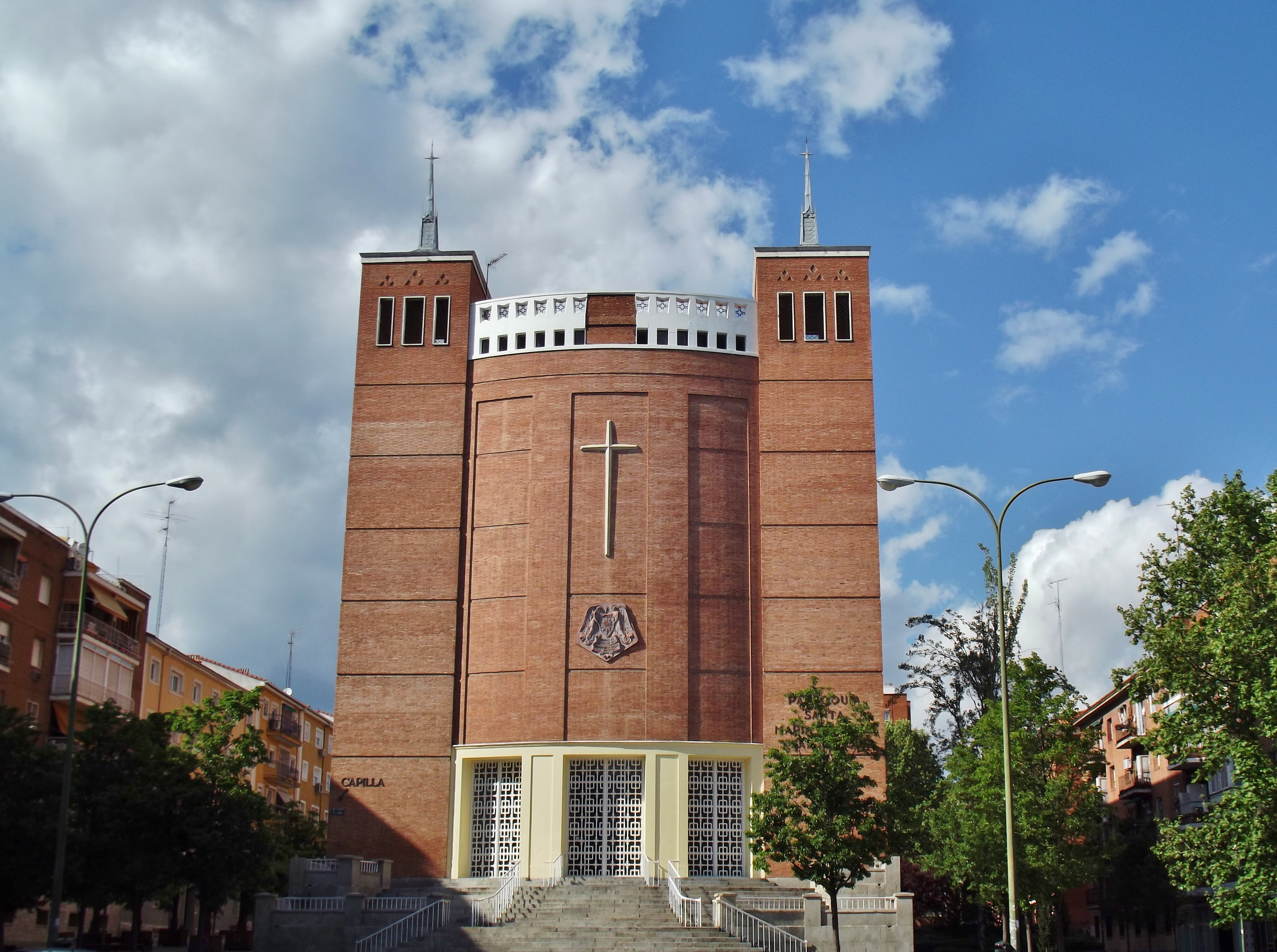
Iglesia de Santa Micaela y San Enrique.

Nació en Oviedo en 1905. Entre sus proyectos se encontraron varias parroquias, como las madrileñas del Inmaculado Corazón de María en la calle de Ferraz y Santa Micaela  en Tetuán,  las ovetenses de San Francisco y de Godos, y de Seseña y Magacela. Fallecido en 1983, el 30 de marzo, en Madrid, fue enterrado en el cementerio de la Almudena. Formó parte de la Dirección General de Regiones Devastadas.